# Dwindle Distribution
Dwindle Distribution is het grootste bedrijf ter wereld in het fabriceren en verspreiden van skateboards. Onder Dwindle vallen zeven dochterbedrijven: Almost Skateboards, Enjoi, Speed Demons, Tensor Trucks, Blind Skateboards, Darkstar Skateboards en World Industries.
De huidige eigenaar van het bedrijf is Bob Boyle.